# Wilm Sanders
Wilm Sanders (* 1. Mai 1935 in Münster) ist ein deutscher römisch-katholischer Theologe und Autor.

## Leben

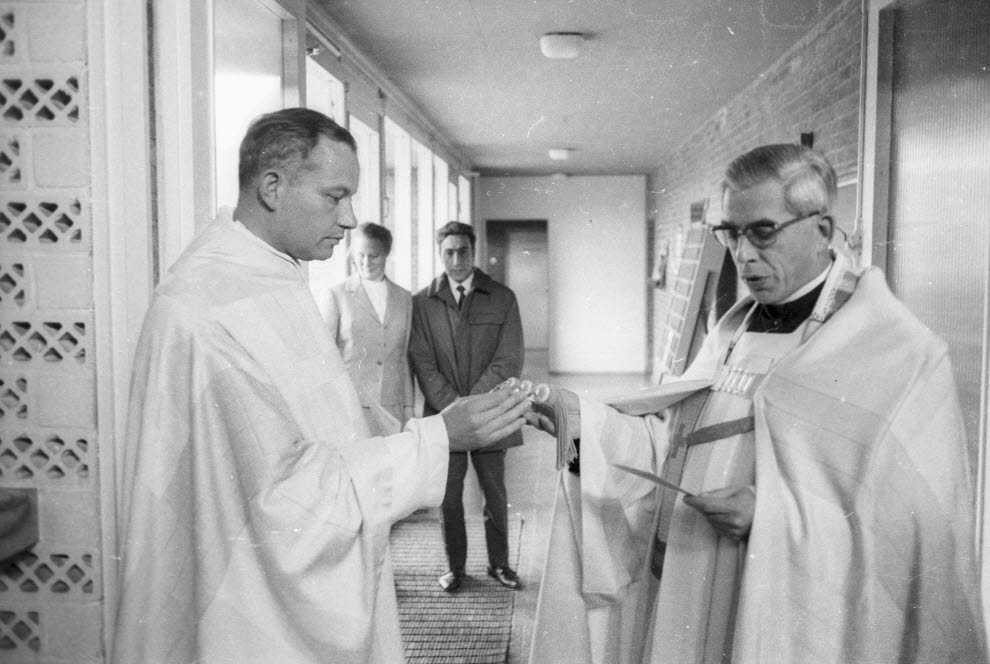
Wilm Sanders (links), Amtseinführung 1970 in Kronshagen

Wilm Sanders wurde am 10. Oktober 1959 in Rom zum Priester geweiht. Er wurde 1961 Kaplan in St. Josef (Lingen). 1964 wurde er Vikar in St. Nikolaus (Kiel), 1970 Pfarrer in St. Bonifatius (Kronshagen). Daneben war er katholischer Senderbeauftragter für den Hör. und Sehfunk beim NDR. Seit 1977 lehrte er als Dozent für Theologie und Pastoral an der Katholischen Akademie Hamburg. Johannes Paul II. ernannte ihn 1988 zum Ehrenkaplan Seiner Heiligkeit. 1993 wurde er Pfarrer am Kleinen Michel. 1995 wurde er Ökumenebeauftragter des Erzbistums Hamburg. 2006 wurde er erzbischöflicher Beauftragter für kranke und pensionierte Priester. Werner Thissen ernannte ihn 2006 zum residierenden Domkapitular am St. Marien-Dom.

## Schriften (Auswahl)
- Antisemitismus bei den Christen? Gedanken zur christlichen Judenfeindschaft am Beispiel der Oberammergauer Passionsspiele. Johannes-Verlag, Leutesdorf am Rhein 1970, OCLC 717812383.
- Bischofsamt – Amt der Einheit. Ein Beitrag zum ökumenischen Gespräch. Pfeiffer, München 1983, ISBN 3-7904-0362-8.
- als Herausgeber: Andreas. Apostel der Ökumene zwischen Ost und West. Wienand, Köln 1985, ISBN 3-87909-130-7.
- als Herausgeber: Armenien. Kleines Volk mit großem Erbe (= Publikationen der Katholischen Akademie Hamburg. Band 6). Kath. Akad., Hamburg 1989, OCLC 21036849.
- als Herausgeber: Die Christen im Libanon (= Publikationen der Katholischen Akademie Hamburg. Band 9). Kath. Akad., Hamburg 1990, OCLC 26721858.
- als Herausgeber mit Johannes Brosseder: Der Dienst des Petrus in der Kirche. Orthodoxe und reformatorische Anfragen an die katholische Theologie. Lembeck, Frankfurt am Main 2002, ISBN 3-87476-414-1.
- als Herausgeber: Beten für morgen. Das Gebet für die Nach-uns-Kommenden nach dem Vorbild des Betens Jesu. Bonifatius, Paderborn 2004, ISBN 3-89710-291-9.
- als Herausgeber: Epiphanie. Eine Wiederentdeckung in 40 Aspekten (= Epiphania, egregia. Band 2). Inst. für Ökumenische Studien, Freiburg im Üechtland 2010, ISBN 978-2-9700643-6-7.
- Hört Gottes Wort für die Ehe. 30 Aspekte zum christlichen Verständnis von Ehe und Familie. Ansgar Medien, Hamburg 2012, ISBN 978-3-932379-90-1.
- Rom und die Ostkirchen. 35 Schritte auf dem Weg ökumenischer Annäherung. Matthias Grünewald Verlag, Ostfildern 2017, ISBN 3-7867-4009-7.
- Im Schatten seiner selbst. Erinnerungen an das verkannte Pontifikat Pauls VI. Bonifatius Verlag, Paderborn 2019, ISBN 978-3-89710-820-2